# 대만기원
대만기원문화기금회(台灣棋院文化基金會, 타이완치위안원화지진후이, Taiwan Chi Yuan, Taiwan Go Association)는 타이완의 프로 바둑 협회이다. 대만기원은 제1대 회장인 웡밍셴(翁明顯)에 의해 제공된 초기 자금 조달과 함께 2000년 3월 4일 창설되었다. 의장은 천궈싱이다. 타이완의 프로 자격 시험을 수행하고 전문기사의 순위를 매긴다.

## 같이 보기
- 일본기원
- 한국기원